# Wojciech Pawłowski (piłkarz)
Wojciech Pawłowski (ur. 18 stycznia 1993 w Koszalinie) – polski piłkarz występujący na pozycji bramkarza w polskim klubie Elana Toruń.

## Kariera klubowa
Pawłowski rozpoczął swoją karierę w Bałtyku Koszalin. W lutym 2010 roku przeszedł do Lechii Gdańsk, gdzie przez następne półtora roku występował w Młodej Ekstraklasie oraz drużynie rezerw. Dzięki dobrym występom został włączony do kadry pierwszego zespołu. 30 września 2011 roku zadebiutował w barwach klubu w zremisowanym 0:0 meczu z GKS Bełchatów. Jako debiutant nie wpuścił gola przez kolejne 321. minut, dzięki czemu pobił rekord należący do Łukasza Fabiańskiego. W lutym 2012 Lechia doszła do porozumienia z władzami Udinese Calcio w sprawie transferu Pawłowskiego, który oficjalnie przeszedł do nowego zespołu przed rozpoczęciem sezonu 2012/2013. Latem 2013 roku został wypożyczony do drugoligowej wówczas Latiny, gdzie spędził kolejne pół roku. 17 stycznia 2014 roku trafił na zasadzie rocznego wypożyczenia do Śląska Wrocław. W lipcu 2019 roku podpisał kontrakt z Widzewem Łódź, debiutując w nim podczas wygranego 3:1 meczu ze Stalą Rzeszów. Po nieudanych meczach przeciwko Radomiakowi Radom i Chrobremu Głogów na początku sezonu 2020/2021 stracił miejsce w wyjściowym składzie na rzecz Miłosza Mleczki, po rundzie jesiennej został wystawiony przez klub na listę transferową, a na początku 2021 roku został przesunięty do rezerw klubu

## Kariera reprezentacyjna
W 2011 roku Pawłowski wraz z reprezentacją Polski do lat 19 uczestniczył w kwalifikacjach do młodzieżowych Mistrzostw Europy 2012, podczas których wystąpił w dwóch meczach. 29 lutego 2012 roku zadebiutował w kadrze do lat 21 w przegranym 0:1 spotkaniu z Bułgarią.

## Statystyki kariery
(aktualne na dzień 30 września 2020)
| Klub                 | Sezon              | Liga               | Liga  | Liga   | Puchar kraju | Puchar kraju | Europa | Europa | Suma  | Suma   |
| Klub                 | Sezon              | Liga               | Mecze | Bramki | Mecze        | Bramki       | Mecze  | Bramki | Mecze | Bramki |
| -------------------- | ------------------ | ------------------ | ----- | ------ | ------------ | ------------ | ------ | ------ | ----- | ------ |
| Lechia Gdańsk        | 2010/11            | Ekstraklasa        | 0     | 0      | 0            | 0            | –      | –      | 0     | 0      |
| Lechia Gdańsk        | 2011/12            | Ekstraklasa        | 16    | 0      | 1            | 0            | –      | –      | 17    | 0      |
| Udinese Calcio       | 2012/13            | Serie A            | 0     | 0      | 0            | 0            | 0      | 0      | 0     | 0      |
| Latina (wyp.)        | 2013/14            | Serie B            | 0     | 0      | 0            | 0            | –      | –      | 0     | 0      |
| Śląsk Wrocław (wyp.) | 2013/14            | Ekstraklasa        | 1     | 0      | 0            | 0            | –      | –      | 1     | 0      |
| Śląsk Wrocław (wyp.) | 2014/15 (w)        | Ekstraklasa        | 2     | 0      | 0            | 0            | 0      | 0      | 2     | 0      |
| Bytovia Bytów        | 2014/15 (j)        | I liga             | 5     | 0      | 0            | 0            | –      | –      | 5     | 0      |
| Rozwój Katowice      | 2015/16 (w)        | I liga             | 12    | 0      | 0            | 0            | –      | –      | 12    | 0      |
| Górnik Zabrze        | 2016/17            | I liga             | 1     | 0      | 0            | 0            | –      | –      | 1     | 0      |
| Górnik Zabrze        | 2017/18            | Ekstraklasa        | 1     | 0      | 3            | 0            | –      | –      | 4     | 0      |
| Górnik Zabrze        | 2018/19            | Ekstraklasa        | 0     | 0      | 0            | 0            | 0      | 0      | 0     | 0      |
| Widzew Łódź          | 2019/20            | II liga            | 28    | 0      | 2            | 0            | –      | –      | 30    | 0      |
| Widzew Łódź          | 2020/21            | I liga             | 2     | 0      | 1            | 0            | –      | –      | 3     | 0      |
| Ogólnie w karierze   | Ogólnie w karierze | Ogólnie w karierze | 66    | 0      | 7            | 0            | 0      | 0      | 75    | 0      |